# Juanjo Triguero
Juan José "Juanjo" Triguero Estruch (Gandia, 23 de dezembro de 1983) é um basquetebolista profissional espanhol que atualmente defende o Baloncesto Sevilla na Liga Endesa. O atleta possui 2,08m e pesa 113kg atuando como pivô.